# Iida Ryūta
Iida Ryūta (japanisch 飯田 龍太; geboren 10. Juli 1920 in Sakaigawa (Präfektur Yamanashi); gestorben 25. Februar 2007) war ein japanischer Haiku-Dichter. Er gehörte mit Mori Sumio (1919–2010) zur traditionellen Richtung des Haiku.

## Leben und Wirken
Iida Ryūta war der vierte Sohn des Haiku-Dichters Iida Dakotsu (飯田 蛇笏; 1885–1962). Er machte seinen Studienabschluss an der Kokugakuin-Universität. Ab 1941 verfasste er Haiku und wurde 1947 Mitarbeiter der Zeitschrift „Ummo“ (雲母). Nach dem Tode seines Vaters 1962 übernahm er „Ummo“, wobei es ihm gelang, hochbegabte Haiku-Dichter bekannt zu machen.
Verwurzelt in seinem Heimatdorf Sakaigawa  schuf Iida weiterhin hochsensible Werke. In Verbindung mit seiner Naturanschauung entwickelte er einen eigenen Haiku-Stil, repräsentativ für die Haiku der Shōwa-Zeit. Damit wurde er auch außerhalb der Haiku-Welt bekannt.
1992 verkündete Iida plötzlich das Ende von „Ummo“, verließ die Haiku-Bühne und veröffentlichte nichts mehr.
Iida erhielt u. a. 1957 den „6. Modern Haiku Association Award“ (第6回現代俳句協会賞, Dai 6-kai gendai haiku kyōkai-shō), 1968 den Yomiuri-Literaturpreis im Fach Lyrik/Haiku für „Boon“ und 1981 den Preis der Akademie der Künste, deren Mitglied er 1984 wurde, im Fach Poesie.
Iida veröffentlichte u. a. 1954 die Haiku-Sammlung „Hyakko no tani“ (百戸の谿) – „Tal mit hundert Häusern“, 1968 „Boon“ (忘音) – „Vergesslichkeit“, 1982 „Ima mukashi“ (今昔) – „Heute und einst“, 1985 „Yama no kage“ (山の影) – „Schatten der Berge“, 1991 „Chisoku“ (遅速) –„Geschwindigkeit“. Zudem publizierte er Essay-Sammlungen wie „Musū no me“ (無数の目) – „Zahllose Augen“ 1972.